# Вазовски машиностроителни заводи
„Вазовски машиностроителни заводи“ ЕАД (съкратено ВМЗ, често ВМЗ Сопот) е българско държавно предприятие за производство на боеприпаси със седалище в Сопот.
Основната продукция на предприятието са управляеми и неуправляеми противотанкови снаряди и други артилерийски боеприпаси, неуправляеми авиационни ракети и взриватели. Обемът на продажбите през 2017 година е 536 милиона лева, печалбата – 150 милиона лева, а броят на заетите – около 4600 души.
Създадено през 1936 година като подразделение на Държавната военна фабрика в Казанлък (днес „Арсенал“), след 1948 година то е едно от основните подразделения на военнопромишления конгломерат „Металхим“. През 1997 година е обособено като самостоятелно предприятие, а от 2016 година е собственост на Държавната консолидационна компания.

## История
Идеята за изграждането на фабрика за боеприпаси в град Сопот възниква през 1935 г. по време на откриването на възстановената къща музей „Иван Вазов“. На тържествата присъстват редица знаменитости, водещи потеклото си от Сопот, както и „високи“ гости: Царят и Пловдивският митрополит Максим. Както си му е редът в такива случаи, става дума и за „подобряване хала на земляците за връщане величието на града“. Първата копка на „Държавната военна фабрика“ е направена на 9 юни 1936 г. През тази година са построени: казармата, управлението, караулното помещение, портиерната и се започва изграждането на инструменталната работилница. Държавната военна фабрика – Сопот влиза в архивите и преписките на „Военно министерство“ като клон на Държавна военна фабрика – Казанлък. Мотиви: Държавна военна фабрика – Казанлък е в редовна експлоатация, има утвърдено административно и стопанско ръководство, разполага с обучени средни и нисши технически кадри. Двете фабрики са разположени близо една до друга и естествено е новосъздадената да стане клон на редовно функциониращата. В края на лятото на 1936 г. Оръжейната инспекция сключва сделка за доставка на необходимите машини и съоръжения за срок от 18 до 24 месеца. През 1937 г. започва усилено строителство на производствени сгради – снарядна, започна, пресова работилница и др. През 1938 г. започват да пристигат и машините, чиито монтаж започва да се извършва постепенно до 1939 г. През същия месец всички машини се впускат в действие, за да се изпита тяхната работоспособност, мощност и капацитет. Стремежът е да се оборудва модерно, високо производително предприятие, работещо по немска технология. Военнополитическата обстановка в света налага да се бърза. Ускоряват се доставките на машини и материали. Така фабриката бива построена и обзаведена, а районът и подреден и засаден с повече от 100 000 дръвчета в продължение само на три години. Нейното създаване е високо постижение на българската техника.
На 12 юли 1940 г. – Петровден, се извършва официалното откриване на фабриката при много тържествена обстановка – в навечерието на 11 юли със заря, с церемонии и факелно щафетно бягане от Карлово до Сопот, спортни състезания на 13-и и 14 юли. Проведен е и военен парад, в който участват и войскови части, и работниците от фабриката.
През периода на строежа и оборудването на фабриката началник е Генерал Асен Красновски. Началник е и на „Държавна военна фабрика“-град Казанлък, а когато през 1939 г. Генерал Красновски е повишен в началник на отдел „Доставки и продоволствия“ (ОДП) при „Военно министерство“, Полковник Боньо Гочев е назначен на неговото място. В продължение на четири години, полк. Гочев успоредно с дострояването на фабриката, за първи път пуска в производство гранатохвъргачки, мини и запалки по германска технология. Произведен е в генералски чин през 1942 г., а август следващата година отново сменя генерал Красновски като началник ОДП при Министерството на войната.
Периодът 1944 г. до края на декември 1948 г. може да се раздели на два периода: годините на Втората световна война, когато цялото производство е било подчинено на нуждите на фронта и годините на възстановяване на народното стопанство, които наложиха и свои отпечатък върху по-нататъшното развитие на съдбата на фабриката и завода. Стопанството се е нуждаело от материали и машини. Това налага фабриката да се специализира в производството на машини за селското ни стопанство – плугове и лемежи, брани, редосеялки, култиватори и други.
До април 1947 г. военните заводи, в това число и ДВФ – Сопот са били бюджетни учреждения и са се финансирали от Министерството на народната отбрана. По силата на 28-о Постановление на Министерския съвет от 10 декември 1948 г., с протокол № 171 военните заводи са били предадени на Министерството на промишлеността. След 1 април 1947 г. по силата на „Закона за самоиздръжка на държавните и държавно-автономните стопански предприятия“, заводът е преминал на самоиздръжка, но е запазил статута си на бюджетно учреждение, като работниците и ръководните кадри си запазили правата по „Закона за държавните служители“.
Настъпват години на динамично разрастване, развитие и усъвършенстване. Усвояват се нови изделия:сенокосачки, стругово-фрезова машина „Родина“ с различни модификации, часовник-будилник, детайли за нафтова печка и други. Първите изделия, които се усвояват и произвеждат, са ръчни гранати, 22 mm осколочно-фугасни изстрели, 122 mm изстрели за гаубица, взриватели, 75 mm изстрел и 105 mm снаряд за оръдие „Круп“. Този обновителен процес обхваща и инструменталното производство, започнало през 1939 г. като инструментално отделение на тогавашната Държавна фабрика, през 1952 г. то е обособено като солидно инструментално стопанство с няколко участъка. Тук се работи на най-голям брой високопроизводителни стругове, шлифовални машини, копиршлайфмашини и др. За да се задоволят нарастващите нужди от инструментална екипировка на другите заводи на дружеството на „Вазовски машиностроителни заводи“, инструменталното производство се разширява, преустройва и модернизира до обособяването си в инструментален завод. За първи път в България през 1986 г. се внедрява гъвкава производствена система за производство на щампи, щанци и пресформи. Изработват се и дискове за рязане и шлифоване на метали и неметали по лиценз на фирма „Плимекс“ от Италия.
Още през 1958 г. се проектира и новото производство – лагерно. През 1960 г. се произвеждат и първите български лагери. „Вазовски машиностроителни заводи“ е единствен производител на лагери в България. Произвеждат се над 500 типоразмера за нуждите на нашия пазар и за много страни по света. За усвояване на производството на нови лагери и лагерни възли и развойна дейност през 1969 г. се създава База за техническо развитие и внедряване на търкалящи лагери. От 1985 г. тя се трансформира в „Институт за лагери и лагерни възли“. През 1986 г. се открива и „Средно предприятие за специални лагери“.
Цех за производство на стоки за народно потребление се създава като самостоятелно поделение към „Вазовски машиностроителни заводи“ ЕАД през 1960 г. В началото дейността му се свързва с изработване на обшивка и дюшеме от маломерни материали. През 1968 г. се внедряват производства за стоков фонд – скоби за улуци, пръстени за водосточни тръби, мелнички тип „Родина“. Започва производството на плъзгач и успокоител за автомобили, автомобилна газова уредба, газови уреди – газова лампа, газов котлон, газов поялник, пърлячка, прибори за домакинството – ръчен миксер, отварачка, мелница за черен пипер и други. Усвоени са и автомобилни резервни части – свещи, шарнирни болтове, водна помпа и други. Открито е и ателие за изработка на сувенири. Тук работят и едни от най-добрите майстори – ножари, резбари и майстори на медта.
В края на осемдесетте години се постави началото на един нов процес в историята на отбранителната промишленост – конверсията. Това е процес на преструктуриране на отбранителната промишленост на дадена страна. Програмата за конверсия е предвиждала съвместна работа с военно – промишления комплекс на Русия, съвместно усвояване на изделия, използване на готови разработки, осъществяване на бартерни и други сделки. Подписали са се договори за научно – техническо и производствено коопериране.
Конверсията се е извършила в съответствие с възможностите на техниката и на хората. В завода, където преди са се правили само дървените опаковки на изделията от специалното производство (сандъците) е започнало производството на мебели и фамилни къщи. Първите изделия са холовите гарнитури „Гергана“ и „Звезда – лукс“. Амбицията е да се задоволят нуждите на хората от Карловска община, а по-късно се търсят и пазари в София и други страни. Непрекъснато се разширява гамата от мебели, маси, спални, хотелско обзавеждане и други.
След като са били усвоени започва и производството на лентопротяжен механизъм за радиомагнетофон „Томь – 209С“, агрегат ВПМ – 600М за прахосмукачка „Тайфун“ със завод „Металист“ в гр. Серпухов.
След преговори и консултации на 22 март 1990 г. официално се сключва договор с италианската фирма „Спорттайм“ за производство на маратонки – детски, мъжки и дамски. През 1993 г. се разширява производството и започва ново производство на дамски обувки под марката „Роза блу“. Разработени са четиринадесет модела, които се произвеждат до 1995 г. По-късно в сътрудничество с италианската фирма „Диадора“ се усвояват и произвеждат футболни, велосипедни обувки, както и маратонки „Диадора“.
От дружеството вследствие на конверсията се е освобождава и много женска ръка. Тя е заангажирана с едно ново производство – шивашкото. Започват да шият дрехи по договор с фирма „Ропотамо“ – гр. Бургас, по-късно – за софийската фирма „Рила“. Сключен е договор с италианската фирма „Пепер“, който продължава. Шие се с материали и по модели на фирмата, но работниците доказват своите умения и в това ново производство.
На 30 март 1990 г. е подписан договор за учредяване на съвместно предприятие за производство на самобръсначки и ножчета за бръснене с названието „Смарт ВМЗ“. Акционер от чужда страна е северноирландска фирма, която по-късно продава своя дял на турска фирма. Производството им намира добър пазар в страната и чужбина.
Нови изделия, които „ВМЗ“ включва в производствената си листа, са велосипедите. Първият детски велосипед „ВМХ – 16“ се сглобява на 1 февруари 1995 г. Частите за различните видове мъжки, дамски и детски такива пристигат по договор с холандска фирма, а тук се е извършва само монтажа им.
По договор с фирма „Шел“ са били изработени и газови бутилки за домакински нужди.
„Вазовски машиностроителни заводи“ – ЕАД традиционно участва в много изяви в страната и света, на които показва своите специални и граждански изделия. От 1947 г. е редовен участник на Пловдивския мострен панаир, показва свои изделия във Варна, София. Участник е в специализираните изложби „Хемус“. Включва се в много международни изложения – Солун, Анкара, Хановер и други. Марката „ВМЗ“ се е наложила на местния пазар и на много пазари по света.
В своето историческо развитие дружеството на „ВМЗ“ е известно през 1948 г. като „Завод – 23“, а от септември 1950 г. като „Завод – 11“, което е известно и до днес за изделията ни от специалното производство. Десет години по-късно в предприятието са извършени разширения, специализация и концентрация на производството. Обособените във връзка с това няколко завода налагат ново название: Обединено промишлено предприятие „Вазовски машиностроителни заводи“ – Сопот – „ВМЗ“. След създаване на държавните стопански обединения (ДСО) през 1971 г. предприятието се преименува в Обединени заводи „Вазовски машиностоителни заводи“ (ОЗ „ВМЗ“), а в началото на 1977 г. – Машиностроителен комбинат „Вазовски машиностроителни заводи“ (МК „ВМЗ“).
В недалечното минало и в наши дни фирмата минава през различни етапи на развитие. Развиват се различни дейности и производства. Създават се нови работни площадки. На 12 ноември 1991 г. „ВМЗ“ се регистрира от Пловдивския окръжен съд с решение с № 12274 като еднолично дружество с ограничена отговорност (ЕООД). От 25 ноември 1997 г. „ВМЗ“ – ЕООД се регистрира като „ВМЗ“ АД („Вазовски машиностроителни заводи“ акционерно дружество), а през 1999 г. – като „Вазовски машиностроителни заводи“ ЕАД.
През 2002 година лагерният завод е обособен от предприятието и е приватизиран от „СКФ Берингс България“, част от шведската група СКФ, която е най-големият производител на лагери в света.

## Други дейности
През своето дългогодишно съществуване във „Вазовските машиностроителни заводи“ е направено много за хората, които са се трудили в него. През 1950 г. е открит „Дом на културата“. От 1972 г. са построени „Младежки дом“, „Работническа болница“, „Спортен комплекс“ с национална значимост. В чест на петдесетгодишния юбилей е открит универсален магазин, музей, а по-късно в центъра на града и модерен киносалон, оборудван с най-модерна кинотехника, видеозала. От 1952 г. до 1997 г. за работниците се е издавал вестник „Работна борба“, по-късно преименуван във „ВМЗ прес“. Построени са почивни бази на Черно море в гр. Несебър (открита през 1968 г. с 350 легла), в Стара планина хижа „Незабравка“ (открита през 1963 г., разполагаща и с бунгала в района на хижата), в Средна гора хижа „Чевира“. Други бази за отдих, построени от съставните заводи на „ВМЗ“ са бунгалата край село Осетеново, база край село Розино, бунгалата в местността Бяла река. Построен е седалков лифт до хижа „Незабравка“. Първият етап бил открит през 1980 г., а вторият етап на 13 декември 1997 г. с официална церемония. Това е най-голямата за тогава въжена линия в България и на Балканите.
В социалните придобивки през годините са били включени поевтиняване на храната в столовете, доплащане на картите за пътуване на живеещите извън гр. Сопот. Били са построени много ведомствени жилища за работещите в завода. И до днес продължава програмата за ведомствените жилища.
Археологически разкопки на средновековната българска крепост „Аневско кале“ започват през 1983 г., които се финансират от „Вазовски машиностроителни заводи“. Крепостта е разположена на пет километра северозападно от Сопот и е един от най-добре запазените археологически паметници. „Вазовски машиностроителни заводи“ финансира и издаването на книгата „Средовековна крепост край гр. Сопот“ с автор доц. Иван Джамбов, който ръководи разкопките на калето и е ръководител катедра „История“ в Пловдивския унивеситет. „Вазовски машиностроителни заводи“ финансират и археологически разкопки край село Дъбене и село Климент, които се ръководят от инж. Лолита Николова.
„Вазовските машиностройтелни заводи“ е дружество, получило едни от най-високите държавни отличия – три ордена „Георги Димитров“ и един „Народна република България“ – I степен. Това ще остане в историята на България като първо и единствено предприятие с най-високи отличия.
Благодарение на интелектуалния потенциал на научно-техническите кадри и на високата квалификация на изпълнителския персонал на фирмата през годините са усвоени редица специални и граждански изделия.
Традиционно участва в много изяви в страната и по света, на които показва своите специални и граждански изделия. Редовен участник е на Пловдивския панаир и специализираните изложби за специална продукция „Хемус“ в Пловдив.